# Восстание Санджара
Восста́ние Санджа́ра — восстание жителей Мавераннахра под предводительством бухарского ремесленника Санджар-малика.

## Причины
В Бухаре ещё в первой половине XII века большое влияние получили Бухраниды — родовитая семья, представители крупного и богатого духовенства, принявшие титул «садр-и-джахан» (тадж. садри ҷахон — «столп мира»). В их руках было сосредоточено большое количество земель. Сборы налогов с ремесленников, торговцев и окружающих города земель, а также доходы от торговых предприятий и базаров давали садрам огромные богатства. Семья была настолько богата, что один из садров, Мухаммад ибн Ахмад, содержал на свои доходы до 600 факихов (учёных-богословов и проповедников), а когда он предпринимал паломничество в Мекку (хадж), то для перевозки необходимых путевых припасов ему потребовалось более ста верблюдов. За свою жадность и недостойное поведение он был прозван «садр-и-джаханнам» (тадж. садри ҷаҳаннам — «столп ада»).
Богатства садров Бухары имели ещё и другое происхождения. Под предлогом необходимого сбора крупных сумм для выплаты ежегодной дани кара-киданям, садры жестко обирали трудящихся. При этом значительная доля собранных таким образом средств оставалась у самих садров. Все это, конечно, не могло не вызывать возмущения широких масс.

## Восставшие
В 1206 году население Бухары под предводительством местного жителя Санджара начало восстание против владычества садров. Его поддержали в основном городские ремесленники и торговцы, которые были недовольны властью семьи Бурханидов, которых на то время возглавлял Мухаммад ибн Ахмад.

## Начало восстания
Исторические источники приводят очень мало сведений о том, как началось и как развивалось это событие. Мы ничего не знаем также о том, сколько времени повстанцы держали в своих руках город после одержанной ими победы и как они управление им. Известно лишь, что, овладев городом, Санджар, как писали придворные хронисты, сильно «унизил» именитых людей, то есть аристократов и феодалов. Садры были с позором изгнаны из города, а их имущество поступило в распоряжение повстанцев.

## Подавление восстания
Изгнанные садры обратились за помощью к кара-киданям. Хорезмшах Ала ад-Дин Мухаммад II, давно искавший удобного случая отвоевать Мавераннахр у кара-киданей, счел бухарские события самым подходящим для этого моментом и с огромными силами направился к Бухаре. Повстанцы, которые не приняли должных мер в защите города и даже не объединились с жителями окрестных селений, не смогли отразить нападение военных сил хорезмшаха. В 1207 году Мухаммад, опередив кара-киданей, занял Бухару. Завоевание Мавераннахра Мухаммадом было облегчено и тем, что население региона надеялось на улучшение своего положения после изгнания «язычников» кара-киданей и установления власти мусульман хорезмшахов. Мухаммад решил использовать в своих целях эти надежды населения. Заняв в 1207 году Бухару, он, по-видимому, отдал своим войскам приказ не чинить никаких насилий и не убивать Санджар-малика, чтобы не поднимать «лишнего шума» среди жителей, включая повстанцев.

## Последствия
Бухарские садры восстановили свое господство и стали вассалами государства Хорезмшахов, возможно именно они поспособствовали дальнейшему убийству Санджар-малика. Но для полного подчинения всей территории Мавераннахра садров не было достаточно и Мухаммаду нужен был союзник среди правителей самого региона, имевший титул. На эту роль он избрал Усмана ибн Ибрагима из династии Караханидов, который в дальнейшем множество раз менял сторону в противостоянии хорезмшахов и кара-киданей, пока не был казнён в 1212 году хорезмшахами за предательство и род Караханидов, который существовал почти что IV веков, был уничтожен.
Волнения в Бухаре сыграло на пользу хорезмшахам, которые к тому времени уже завоевали часть земель Ирана и Хорасана у Гуридов. Получив поддержку мусульман, Мухаммаду удалось взять Бухару и Самарканд.
В сентябре 1210 года при битве на равнине Иламиш за Сырдарьёй кара-киданские войска потерпели поражение. В мусульманском мире победа Мухаммеда была расценена как победа ислама над «неверными», и тем самым значительно вырос авторитет хорезмшаха.
Имя Мухаммада начало упоминаться в официальных документах с титулом «Искандер-и-дуюм» (тадж. Искандари дуюм — «второй Александр») или «султан Санджар».